# Oliver Hermanus
Oliver Hermanus (né en 1983 au Cap) est un cinéaste sud-africain.

## Biographie
Son premier opus, Shirley Adams, a été récompensé en 2009 lors du Festival de Locarno. 
En 2011, Skoonheid, en afrikaans, traduit par Beauty, participe à la section Un certain regard du 64e Festival de Cannes, où il remporte la Queer Palm. 
Son 3e film, The Endless River, est en compétition au 72e Festival de Venise en 2015.
Son 4e film, Moffie, est présenté dans la section Orrizonti à la 76e Mostra de Venise en 2019.
En 2022, il tourne Vivre, remake du film éponyme d'Akira Kurosawa, avec Bill Nighy dans le rôle principal. Le film présenté hors compétition à la Mostra de Venise.
En 2025, il tourne le drame historique The History of Sound avec Paul Mescal et Josh O'Connor dans les rôles principaux. Le film est présenté en compétition pour la Palme d'or au Festival de Cannes.

## Filmographie

### Cinéma
- 2009 : Shirley Adams
- 2011 : Beauty (Skoonheid)
- 2015 : La Rivière sans fin (The Endless River)
- 2019 : Moffie
- 2022 : Vivre (Living)
- 2025 : The History of Sound

### Télévision
- 2024 : Mary & George (mini-série) (épisodes 1 à 3)

## Distinctions

### Récompenses
- Festival d'Amiens 2009 : Licorne d'or et Prix Signis pour Shirley Adams
- Festival de Carthage 2010 : Prix Fipresci pour Shirley Adams
- Festival de Cannes 2011 : Queer Palm pour Beauty
- Festival de Carthage 2015 : Tanit d'argent pour La Rivière sans fin
- Festival de Thessalonique 2019 : Prix Sirène pour Moffie
- Festival de Dublin 2020 : Prix spécial de jury de la critique de Dublin pour Moffie

### Nominations
- Mostra de Venise 2015 : en compétition pour le Lion d'or pour La Rivière sans fin
- Mostra de Venise 2019 : en compétition pour le Queer Lion pour Moffie
- British Independent Film Awards 2019 : Meilleur réalisateur pour Moffie
- British Independent Film Awards 2022 : Meilleur film, meilleur réalisateur pour Vivre
- Baftas 2023 : Meilleur film britannique pour Vivre
- Festival de Cannes 2025 : En compétition pour la Palme d'or pour The History of Sound